# Vida Mokrin Pauer
Vida Mokrin-Pauer, slovenska pesnica in pisateljica, * 22. januar 1961, Šempeter pri Gorici.

## Življenjepis
Leta 1984 je v Ljubljani na Filozofski fakulteti diplomirala iz primerjalne književnosti in literarne teorije, leta 1985 pa je diplomirala še iz bibliotekarstva.
Od leta 1985 je bila zaposlena v Goriški knjižnici Franceta Bevka. Od leta 1989 je svobodna umetnica. Do leta 2002 je bila 9 let honorarna literarna urednica revije Primorska srečanja.
Poezijo je začela objavljati v časopisih in revijah s šestnajstimi leti. V času literarnega urednikovanja je objavila na Radiu Slovenija in v periodiki več kot sto recenzij sodobnega leposlovja. Vodila je delavnice za otroke, mladostnike in odrasle in bila članica žirij za literarne nagrade. Njene pesmi bile prevedene v deset tujih jezikov: angleščino, bolgarščino, češčino, francoščino, italijanščino, makedonščino,nemščino, slovaščino, srbščino, španščino.

### Pesniške zbirke
- Mik, 1988
- Jezik v ušesu, 1991
- Pasti v slasti, 1992
- Narcisa v vodi, 1992
- Krili v kletki, 1997
- Mačke so modre: za najstnike od 9 do tam okoli 120 let, 2006
- Lesketanje k-res-nič-kam,  2002
- Modrice, 2004
- Poezija, 2005
- 'Pet = Cinque, 2006 (soavtorji Bekrić Ismet, Terčon David, Edelman Jurinčič in Aleksij Pregarc)
- Pes. zbirka z dodanim CD=zvočno knjigo: Veselje za otroke in odrasle, 2006
- Upoštevaj kvante!, 2007
- Poleti poleti! – 108 pesmi na kartah za prerokovanje-uvidevanje,  2009
- Zvočna knjiga na CD: Poleti poleti!
- Živ, živ, živalice!, 2010
- Pesniška zbirka z dodanim CD-jem: !!! Poezija = Magija !!!, 2014

### Romani
- Trio Tripičje, 1997
- Tri Triritke, 1999

### Samostojna literarna dela v drugih medijih
- Kozlarija, radijska igra za otroke Radio Slovenija, 1993
- Multimedijski projekt pesmi-diapozitivi-glasba, studijsko posnet in na Radiu Slovenije predvajan 43-minutni recital lastnega branja pesmi, 1996
- Ilustriran obojestranski plakat z otroškimi pesmimi, 2001